# T-20 Komsomolec
Il T-20 Komsomolec (in russo Т-20 «Комсомолец»? è stato un trattore d'artiglieria leggero completamente cingolato in forza all'Armata Rossa dai tardi anni trenta, uno dei pochi veicoli di questo genere al momento dell'invasione tedesca del giugno 1941.

## Storia

### Sviluppo
Alla metà degli anni trenta l'Istituto per la Tecnologia dei Trattori Russo (abbreviato in NATI) si dedicò alla progettazione di un trattore d'artiglieria di piccole dimensioni, adatto al traino del cannone anticarro 45 Psv.K/38 da 45 mm e del cannone reggimentale M1927 da 76,2 mm. Il primo risultato fu il trattore Pioneer che però fu giudicato inadatto e dunque scartato; un secondo prototipo sensibilmente migliorato ricevette critiche positive e nel 1936 fu impostata una catena di montaggio alla fabbrica numero 37 di Mosca per il nuovo T-20 Komsomolec.

### Produzione
Sebbene il Komsomolec non fosse esente da difetti, quali la scarsa larghezza dei cingoli che si traduceva in alte pressioni al suolo o la modesta potenza del propulsore, gli ordinativi furono molti e consistenti: perciò all'azienda a Mosca si affiancarono la STZ e la GAZ. Complessivamente tra il 1937 e il 1941 furono completati ben 7.780 esemplari del trattore T-20, suddivisi in tre diverse versioni riconoscibili dal modello di supporto per la mitragliatrice o per il disegno dello scafo posteriore. La produzione ebbe bruscamente termine il 15 agosto 1941, quando la penuria di carri armati indusse il governo sovietico a riconvertire il maggior numero di impianti, tra i quali la fabbrica No. 37, alla costruzione di mezzi corazzati.

### Impiego operativo
Al 22 giugno 1941, giorno dell'invasione tedesca dell'URSS, l'Armata Rossa schierava 6.700 trattori Komsomolec preposti al traino di pezzi anticarro da 45 mm M1937 (53-K) e di mortai pesanti da 120 mm HM 38: la gravità dell'aggressione e le enormi perdite subite spinsero i comandi a utilizzarli talvolta come tankette in battaglia, ovviamente senza risultati. Il mezzo fu inoltre la base per un cacciacarri d'emergenza, lo ZiS-30.
Dopo oltre un anno di guerra, nel settembre 1942 erano ancora in linea 1.662 esemplari, molti dei quali erano stati distrutti. Una buona aliquota era comunque stata catturata dalle truppe tedesche che lo riadoperarono subito sotto la designazione leichter gepanzerter Artillerie-Schlepper 630 (r). Altri furono invece trasformati in provvisori cannoni semoventi fissando sopra la cabina un cannone anticarro 3,7 cm PaK 36. Numerosi Komsomolec caddero nelle mani dei finlandesi, che nel 1943 ne segnalavano 184 in servizio; alcuni protrassero la loro operatività fino al 1961. L'armata rumena inviata in Unione Sovietica si impossessò di 34 trattori, che reimpiegò subito per trainare i cannoni anticarro 5 cm PaK 38 forniti dalla Germania.

## Caratteristiche

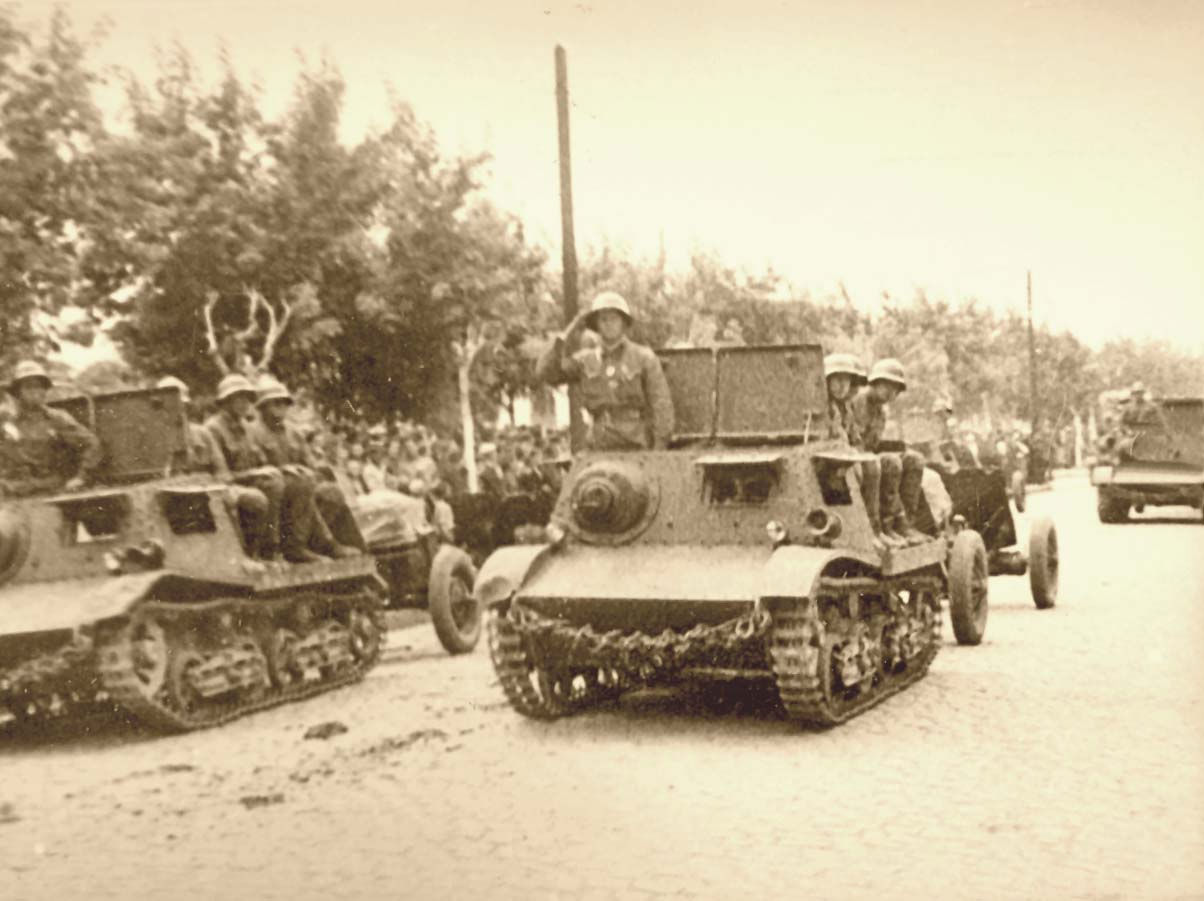
Due T-20 nell'estate 1940, durante l'occupazione sovietica della Bessarabia e della Bukovina settentrionale

Il Komsomolec era un trattore di contenuto ingombro poiché era lungo circa 3,50 metri e alto 1,58 metri, con un peso di 3,46 tonnellate; la luce libera tra fondo dello scafo e terreno era pari a 30 cm. La sezione anteriore era occupata dalla cabina dell'equipaggio e quella posteriore era stata organizzata in due file da tre posti ognuna longitudinali, che in caso di necessità era possibile coprire con un telone steso su appositi supporti. Al retro del veicolo si poteva vincolare un rimorchio dalla capacità di 2 tonnellate. La meccanica era stata traslata da quella del carro armato leggero anfibio T-38 con qualche miglioramento: le quattro ruote portanti erano accoppiate mediante due carrelli snodati, ognuno dotato di una sospensione a balestra; la ruota di rinvio rimase in fondo al treno di rotolamento, quella motrice era anteriore e i cingoli da 200 mm erano sostenuti da due rulli. Il motore era installato nel vano posteriore dello scafo e consisteva in un GAZ-AA a 4 cilindri in linea, erogante 50 hp a 2.800 giri al minuto, il cui alesaggio misurava 98,43 mm e la corsa 107,95 mm; l'ingombro dell'apparato era pari a 3.285 cm³ e il carburatore utilizzato era un GAZ-M. Con un rapporto di compressione di 4,2:1 questo apparato riusciva a spingere il leggero Komsomolec a quasi 48 km/h, velocità di punta del veicolo. Il serbatoio da 115 litri garantiva una buona autonomia di 250 chilometri.
Il trattore era stato provvisto di una leggera corazzatura il cui spessore era compreso tra 10 mm e 7 mm; inoltre fu equipaggiato con una mitragliatrice Degtjarëv DT da 7,62 mm nonostante il suo compito non prevedesse scontri in campo aperto; l'arma automatica era installata in uno snodo a sfera a destra nella cabina blindata, operata dal comandante. Il pilota sedeva a sinistra e disponeva di piccole feritoie; la guida avveniva mediante due leve, una per ogni cingolo, da usare in sincrono la frizione e i freni di tipo meccanico per ottenere una sterzatura del veicolo. Il cambio associato contava quattro marce avanti e una retromarcia.